# Tânia Ishii
Tânia Chie Ishii, po mężu Swain (ur. 30 października 1968 w São Paulo) – brazylijska judoczka. Olimpijka z Barcelony 1992, gdzie zajęła dwudzieste miejsce w wadze półśredniej.
Startowała w Pucharze Świata w 1989 i 1992. Brązowa medalistka igrzysk panamerykańskich w 1983. Wicemistrzyni mistrzostw panamerykańskich w 1986 roku. 
Pochodzi z rodziny judoków. Jej ojciec Chiaki Ishii startował na igrzyskach w Monachium 1972; mąż Mike Swain był brązowym medalistą z Seulu 1988; siostra Vânia Ishii olimpijką z Sydney 2000 i Aten 2004.

## Letnie Igrzyska Olimpijskie 1992
| Konkurencja | Eliminacje       | Klas. końcowa |
| Konkurencja | Przeciwnik I     | Miejsce       |
| ----------- | ---------------- | ------------- |
| 61 kg       | Zhang Di (CHN) P | 20.           |